# Diaethria hibernalis
Diaethria hibernalis är en fjärilsart som beskrevs av De la Maza 1977. Diaethria hibernalis ingår i släktet Diaethria och familjen praktfjärilar. Inga underarter finns listade i Catalogue of Life.